# Vincenzo Ricci
Pour les articles homonymes, voir Ricci.
Le marquis Vincenzo Ricci, né le 17 mai 1804 à Gênes (Italie), et mort le 18 mai 1868 dans cette même ville, est un homme politique italien, qui fut ministre de l'Intérieur le 16 mars 1848 et ministre des finances le 17 janvier 1849 du royaume de Sardaigne sous Charles-Albert de Sardaigne.

## Biographie
Le 22 mars 1848, le ministre de l'Intérieur Vincenzo Ricci présente un décret-loi sur l'émancipation des juifs et des non-catholiques. Cette loi précise que les différences religieuses ne doivent pas empêcher la pleine jouissance des droits civils et politiques.